# Pratola Peligna
Pratola Peligna (Pratëlë in abruzzese) è un comune italiano di 6 948 abitanti della provincia dell'Aquila in Abruzzo. Fa parte della comunità montana Peligna.

## Geografia fisica
Il comune è situato nella Conca Peligna con il territorio che si estende per circa un quarto su una pianura di tipo alluvionale, per il resto in zona montuosa, arrivando fino alla sommità della dorsale del Morrone. La zona è attraversata dal fiume Sagittario e da alcuni torrenti, alimentati dalle numerose sorgenti poste lungo il corso del fiume con il centro abitato che sorge sulla riva sinistra del corso d'acqua.

## Storia
Si suppone che in epoca romana vi sorgesse uno sconosciuto pagus (villaggio) peligno, che avrebbe partecipato con Corfinium alla guerra sociale contro Roma nel 91 a.C., ma mancano ritrovamenti che ne provino l'esistenza. Una tomba del VI secolo, con corredo ostrogoto, attesta l'esistenza di un insediamento, forse coincidente con la località Fara de Campiliano, citata nei documenti dei secoli successivi.
Il primo documento in cui compare il nome di Pratola ("in loco Pratulae") è un contratto agrario del 997, riportato nel Chronicon Volturnensis, che tuttavia non si riferisce ancora ad un centro abitato. Nel corso del XII secolo fu creato un centro fortificato: nel 1170 il castrum Pratulae fu assegnato dal normanno Guglielmo II al vescovo Odorisio di Forcona.
Nel 1294 il feudo viene assegnato da Carlo II d'Angiò all'abate del monastero di abbazia di Santo Spirito del Morrone, sotto il cui dominio Pratola rimarrà fino al 1807.
Dal 1863, per regio decreto, il paese ha assunto il nome di Pratola Peligna.
La storia del paese è caratterizzata da diversi fermenti popolari; da ricordare: nel 1799 la rivolta contro l'invasione francese (insieme con molti altri Comuni d'Abruzzo), l'opposizione alla Costituzione del governo borbonico di Ferdinando II nel 1848 e la sommossa del 1934 contro il regime fascista. Durante l'ultima guerra mondiale, e precisamente il 2 agosto 1943, fu bombardato dagli alleati lo stabilimento della Montecatini, sito a due chilometri dal paese.
Il 9 gennaio 2006 al comune di Pratola è stata conferita dal Presidente della Repubblica Carlo Azeglio Ciampi la medaglia di bronzo al merito civile, con la seguente motivazione: "Centro strategicamente importante, durante l'ultimo conflitto mondiale, fu sottoposto a continui e violenti bombardamenti, che provocarono numerose vittime civili e la distruzione del patrimonio industriale. La popolazione, costretta a rifugiarsi nella campagna circostante, contribuì alla guerra di liberazione con la costituzione dei primi nuclei partigiani, subendo una feroce rappresaglia da parte dell'esercito tedesco. 1943/1944".

## Monumenti e luoghi d'interesse

### Borgo medievale

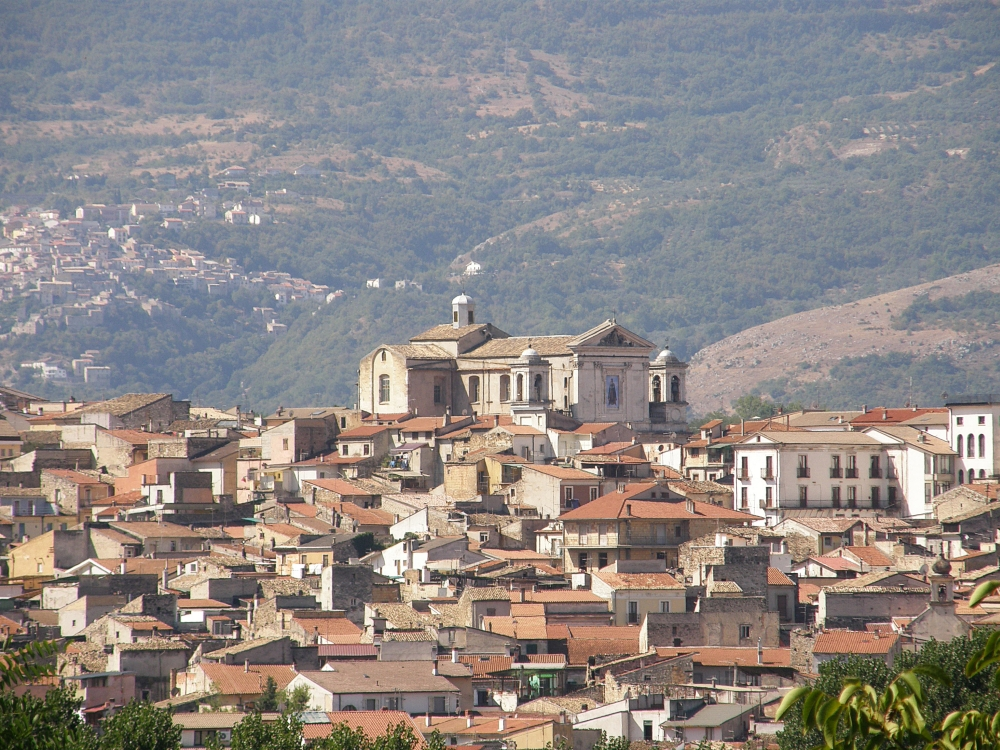
Il borgo con in cima il santuario della Madonna della Libera

Al centro storico, detto "dentro la terra",
di impianto medioevale, si accede dall'arco d'Angiò, che reca lo stemma dell'Ordine dei Celestini, un serpente attorcigliato alla Croce. Il cuore del borgo è la piazzetta di San Pietro Celestino. Vi si trovano le chiese di San Pietro Celestino e della Santissima Trinità, con portali del XVI e del XVIII secolo; all'interno pala d'altare e fonte battesimale cinquecenteschi.

### Santuario della Madonna della Libera

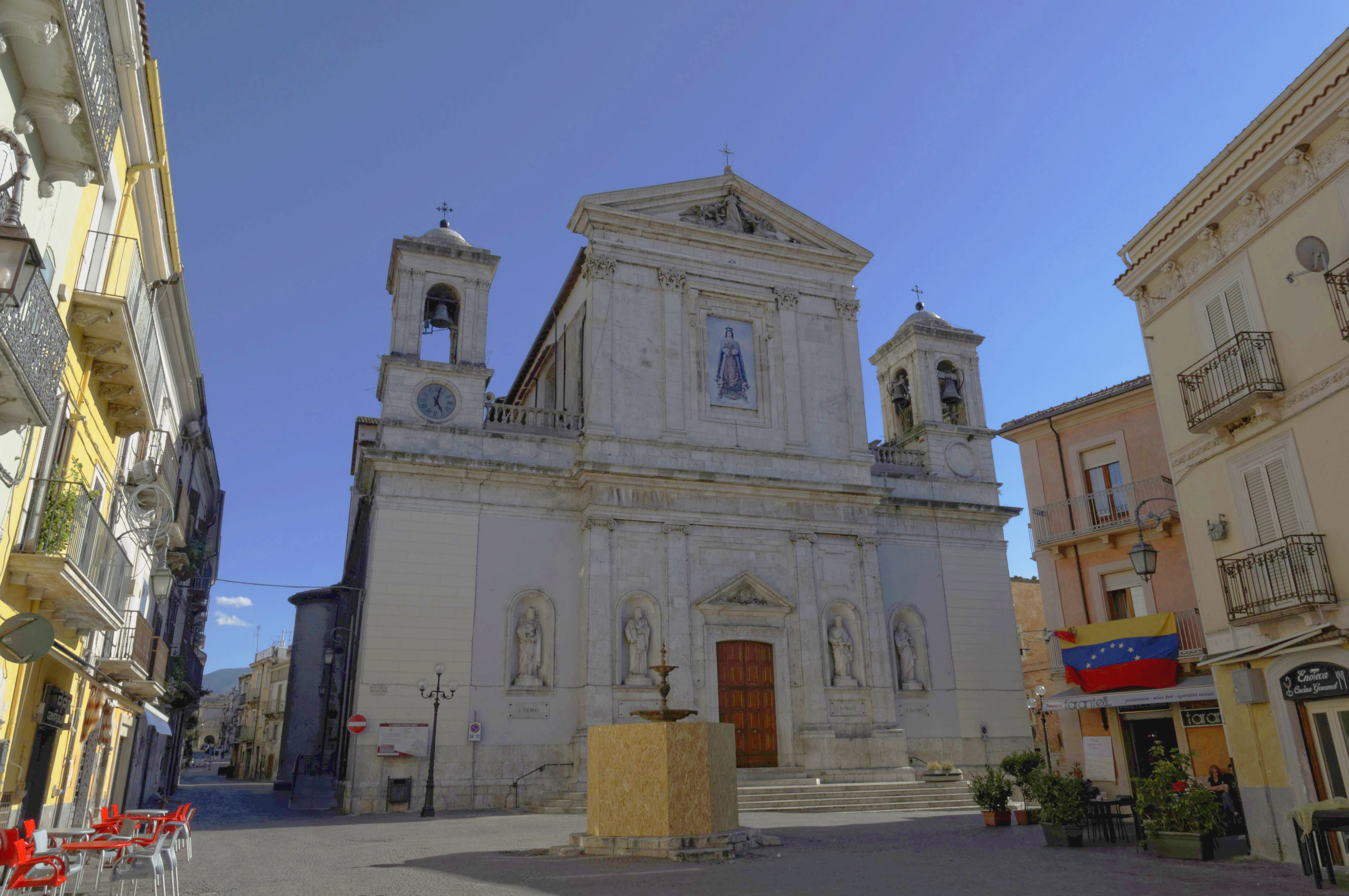
Il santuario

Il santuario sorge dove si trovava una cappella cinquecentesca, eretta in seguito a un prodigio. Durante la pestilenza del XVI secolo il popolano Fortunato trovò sul colle del santuario un'immagine sacra della Madonna, presso un tempio diroccato dedicato a Santa Maria della Torre; il popolano invocò alla Madonna di liberare il paese dal flagello e il prodigio ebbe compimento. L'immagine venne trainata da un carro di buoi e portata in trionfo per il paese, e da quel momento è iniziato a diffondersi il culto, con la costruzione di una nuova cappella. L'icona risale al XV secolo ed ha fattezze medievali; la Madonna campeggia su tutta la superficie, in piedi con le mani giunte e uno sguardo sereno. Il manto sollevato da due angeli protegge dei fedeli inginocchiati in preghiera, le donne da una parte e gli uomini dall'altra. Tra questi è ben visibile un pontefice, forse Celestino V.

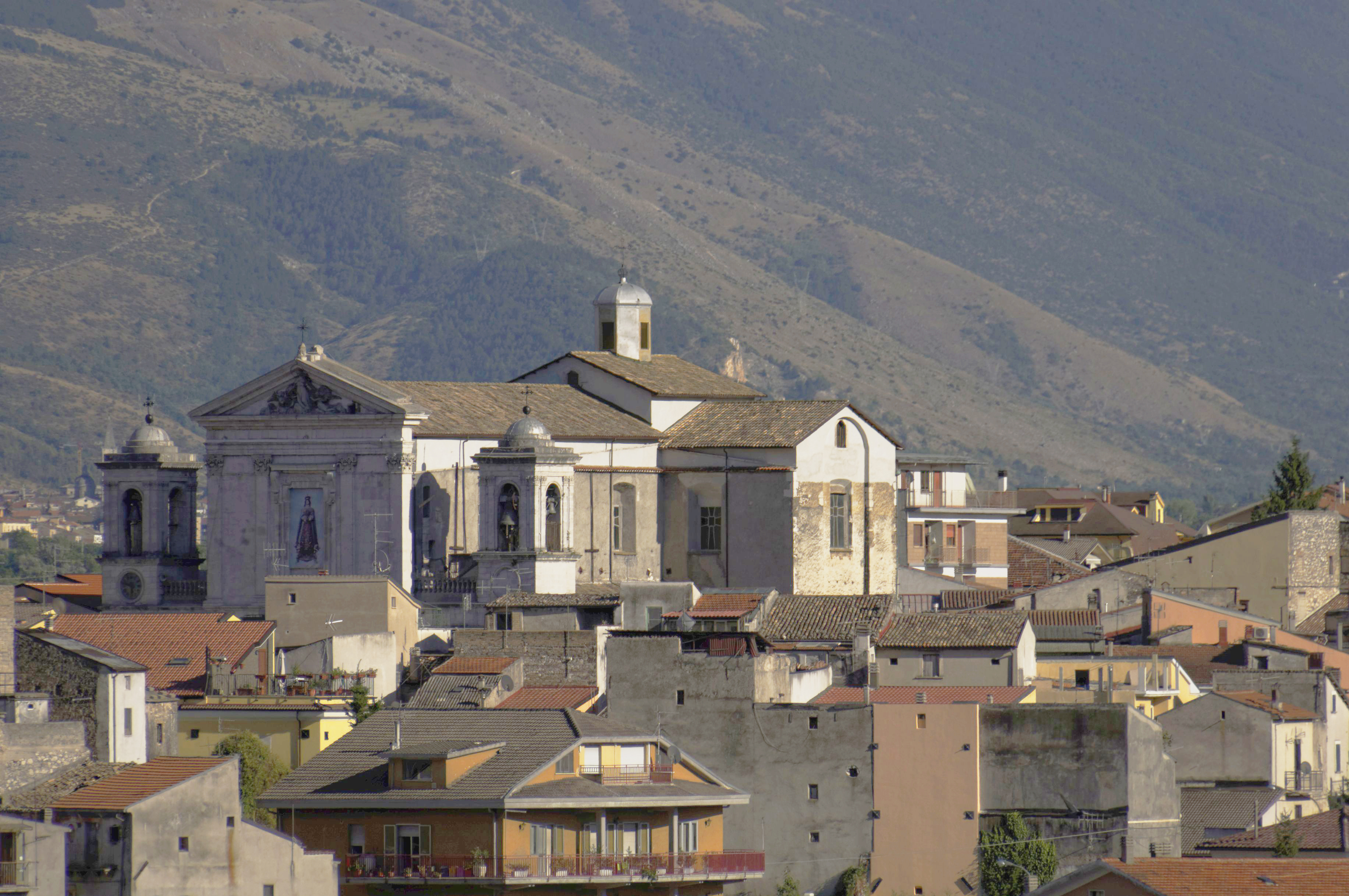
Veduta del santuario tra le case del borgo

La piccola cappella nel 1844, per aumento della popolazione, divenne obsoleta e fu necessario costruire una nuova chiesa. I lavori iniziarono nel 1851 e si conclusero pochi anni dopo; venne istituita una Confraternita speciale. Nel 1921 per liti tra le varie confraternite di Pratola il santuario fu interdetto, e nel 1924 il santuario fu concesso ai Padri Mariti della Società di Maria, che seppero dare nuovo slancio al culto della Madonna con varie iniziative culturali e religiose.
Il santuario ha una pianta basilicale a croce latina con transetto sporgente e abside semicircolare, con cupola al centro tra i due bracci. La facciata è divisa in due settori da una cornice marcapiano, e orizzontalmente, nel blocco centrale, da quattro paraste a colonne classiche con capitelli ionici. L'area intera è composta da altri due porzioni laterali, che termina con due piccoli campanili gemelli, la fascia della base oltretutto è ornata da quattro nicchie con statue di santi. La seconda fascia centrale della facciata è ornata da un finestrone centrale con il ritratto della Madonna, affiancata lateralmente da due ordini di paraste con capitelli corinzi. La sommità della facciata ha un architrave classica triangolare, con un bassorilievo della Vergine tra le nuvole.
L'interno a tre navate è molto monumentale, decorato nelle pitture da Teofilo Patini e Amedeo Tedeschi; il tempietto dell'altare maggiore è opera di Giovanni e Berardino Feneziani; tra le opere varie figurano l'organo di 3200 canne, inaugurato il 4 maggio 1912. La statua processionale della Madonna della Libera è stata consacrata nel 1741, donata dai Celestini della Badia Morronese di Sulmona, e raffigura la Vergine riccamente vestita, nell'atteggiamento di implorare il cielo.
Gli altari laterali sono 9:
- Altare Madonna della Libera: con l'icona medievale presente nella chiesetta di Santa Maria della Torre, diroccata nel terremoto del 1456, e ritrovata durante la pestilenza da Fortunato. L'icona rappresenta la Madonna del Popolo, e ha riferimenti alla pittura toscana trecentesca.
- Altare Statua Madonna della Libera: con la statua processionale settecentesca.
- Altare Madonna delle Grazie: dipinto settecentesco della Madonna che intercede per Pratola.
- Altare San Giovanni di Patmos: raffigurata mentre appare dal cielo a San Giovanni Evangelista; l'opera è del 1720, del pittore Domenico Gizzonio di Roccacasale.
- Altare Ultima Cena: rappresentazione del Giovedì Santo, opera ottocentesca del guardiese Giovanni Palmerio.
- Altare Santissima Trinità: opera di Ferdinando Palmerio, e mostra Cristo che porta la croce in cielo, davanti al cospetto di Dio.
- Altare Madonna del Suffragio: opera ignota del XIX secolo, che mostra il Paradiso, con la Madonna, attorniata da angeli e cherubini, inginocchiata davanti a Cristo.
- Altare Sant'Antonio di Padova: opera di Teofilo Patini, mostra Sant'Antonio in preghiera, coronato da un angelo.
- Altare Sant'Antonio che predica ai pesci: affresco monocromo del XVIII secolo, di autore ignoto.

### Chiesa di San Pietro Celestino (o della Santissima Trinità)

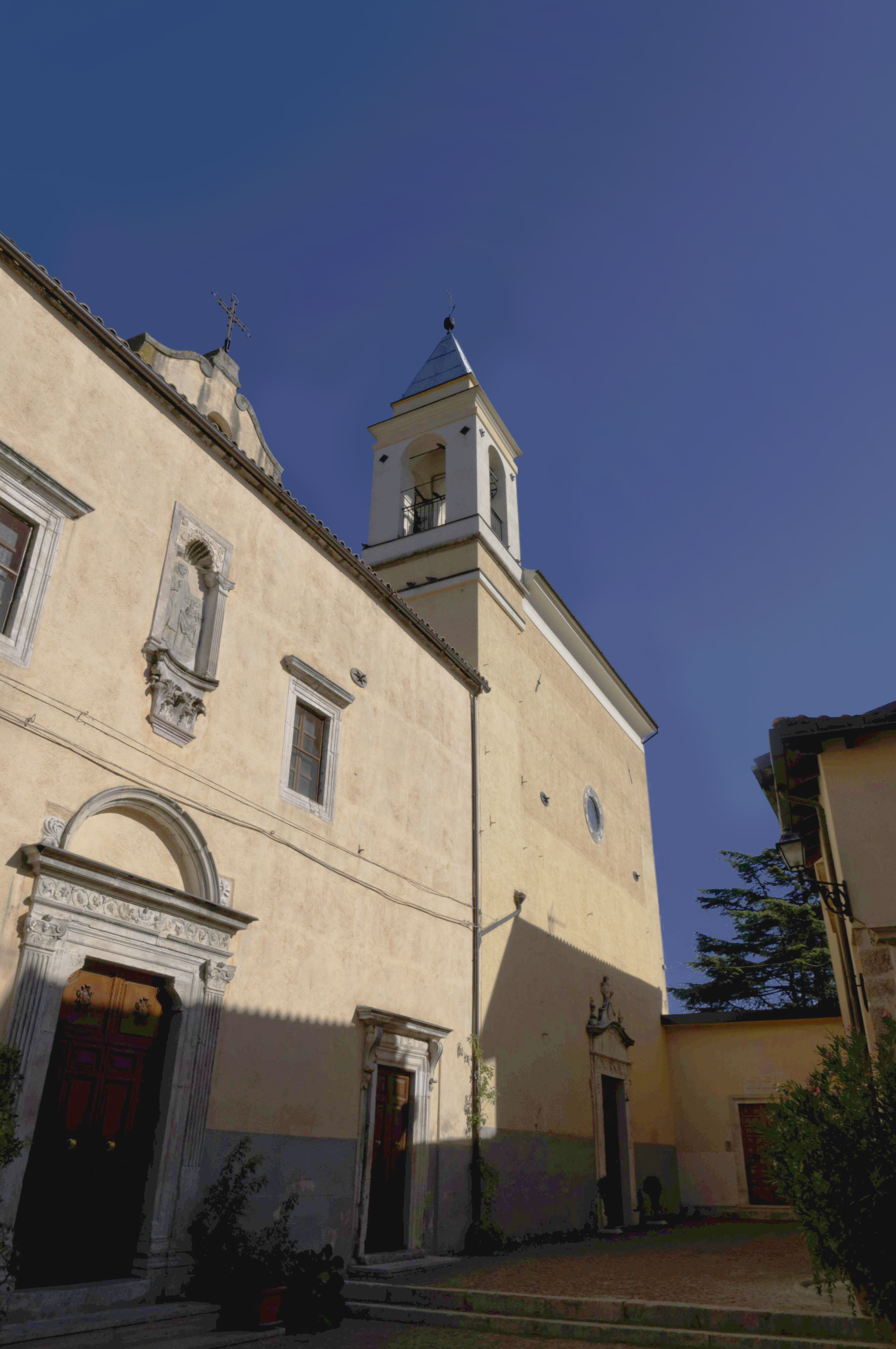
Chiesa di San Pietro Celestino

Sono due chiese legate l'una all'altra nel borgo vecchio. Quella di San Pietro è del XV secolo, e l'altra del XVIII. La chiesa di San Pietro è la più antica del paese, ed è stata chiesa madre fino al 1873, quando il santuario ha preso il posto centrale nella vita religiosa pratolana. L'esterno della chiesa di San Pietro si presenta in uno stile sobrio medievale, mostrano un portale tipico romanico, con lunetta a tutto sesto, sorretta da due colonne laterali di tipo classico rinascimentale.
La parte superiore mostra una nicchia con il bassorilievo del santo, affiancato da due finestrelle laterali. Il campanile sulla destra è una torre con cuspide appartenente alla chiesa della Trinità, mentre quello laterale a sinistra è di San Pietro, ed è a vela. L'esterno della chiesa della Trinità è molto semplice, e conserva un portale ti tradizione tardobarocca, con architrave triangolare. In alto vi è una piccola nicchia a loggia con architrave classica, a guisa di piccolo tempio, con l'immagine di Dio affiancato da Gesù, opera di Attilio Carosa.
Di particolare interesse è l'interno della cappella dell'Arciconfraternita della Santissima Trinità, in barocco napoletano sulmonese, a navata unica. La cappella si divide in altari laterali, divisi da colonne non aggettanti con capitelli corinzi dorati; il soffitto è a volte a botte lunettata con geometrie barocche, l'altare principale è un tempietto sorretto da due vescovi in rilievo, con al centro un dipinto di Dio benedicente, affiancato da Cristo. Gli altari laterali mostrano, tra le varie tele e statue, quelle della Madonna Addolorata e della Vergine in trionfo.

### Chiese di Santa Maria della Pietà e della Madonna delle Grazie
Le due chiesette attigue della Madonna della Pietà e della Madonna delle Grazie, entrambe del XVI secolo, sono considerate monumento nazionale. Si trovano in via Gramsci. Al loro interno vi sono affreschi ed un Compianto fittile del Cinquecento.

### Chiesa di San Rocco
La chiesa di San Rocco, originaria del XVI secolo, venne rifatta nel XX secolo, con decorazioni in stucco della facciata dei fratelli Feneziani. L'esterno è molto interessante per la fine decorazione tardo barocca sulmonese: la facciata è rettangolare, contornata nei lati estremi da due paraste bianche con motivi vegetali, che terminano in capitelli corinzi; il portale classico ha timpano spezzato, e al centro dell'architrave un'icona di San Rocco. Al centro della facciata campeggia un finestrone rettangolare dalle vetrate colorate, e presso la cornice marcapiano della sommità s'innalza un secondo livello a torretta con due riccioli laterali, ornata al centro da un orologio, e con in cima un piccolo campanile schiacciato, di pianta rettangolare. L'interno è sobrio, a navata unica, con fregi solo presso l'altare maggiore, con la statua lignea del santo.

### Palazzi comunali

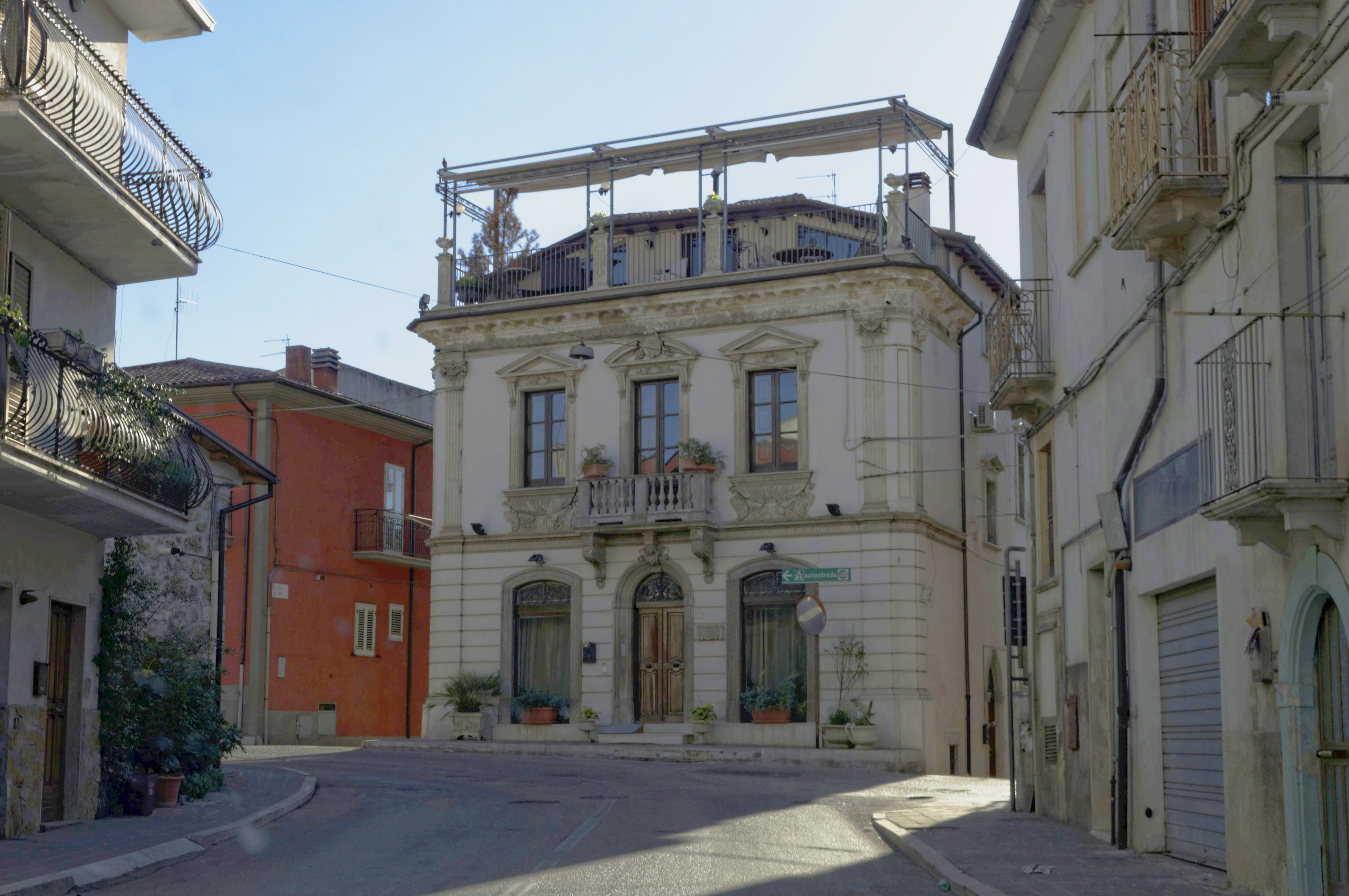
Palazzo Di Prospero

Palazzi storici sono il palazzo Tedeschi (degli inizi del XIX secolo), il palazzo De Petris (XVI secolo), il palazzetto Campana (XVII secolo), il palazzo DI Prospero (della fine del XIX secolo) e il palazzo Colella Santoro (degli inizi del XX secolo).
- Palazzo Tedeschi: si trova in via Matteotti, è un edificio a tre piani con al centro portale d'ingresso, sormontato da una balconata in bugnato; è delimitato da due fasce di bugnato più lavorate procedendo nella scansione verso l'alto. All'interno una loggia barocca e la cappella privata di San Gaetano.
- Palazzo Colella Santoro: in via IV Novembre, è un edificio a tre piano di gusto classico liberty, on il cortile interno. La facciata si presenta con la parte centrale alta, costituita da un grande portale sormontato da un balcone inquadrato da paraste corinzie, e con una finestra bifora con esili colonnine, in posizione centrale, e paraste ioniche reggenti la trabeazione con lo stemma della famiglia. All'interno vi è un'ampia gradinata di accesso ai piani superiori.

### Fontane civiche
In occasione dell'apertura dell'acquedotto comunale, nel 1892 furono collocate in piazza Madonna della Libera e in piazza Garibaldi due fontane, la prima in pietra e ghisa e la seconda in pietra e lega metallica.

## Società

### Evoluzione demografica
Abitanti censiti

L'evidente diminuzione della popolazione avvenuta negli anni cinquanta, deriva da un accentuato fenomeno di emigrazione. Una delle nazioni verso cui si è diretto un maggior numero di emigranti è stato il Venezuela.

### Tradizioni e folclore

#### Il culto della Madonna della Libera
Secondo la leggenda, durante la terribile peste del 1456, un contadino sognò la Madonna liberatrice, che gli annunciò la fine dell'epidemia. Svegliatosi l'uomo scorse tra le macerie della chiesetta dove si era rifugiato un quadro raffigurante la Vergine ed esclamò: “Madonna, liberaci!”. Dopo la fine dell'epidemia il quadro, trasportato al paese, venne posto all'interno di una nuova chiesa appositamente costruita e divenne oggetto di particolare venerazione.
La festa si celebra ogni anno la prima domenica di maggio e l'organizzazione è affidata ad un "comitato di laici", rinnovato ogni anno, all'interno del quale figure importanti sono il presidente e la "mastra", a cui è affidata la guida delle "cercatrici", con il compito della raccolta delle offerte.
I festeggiamenti iniziano il venerdì precedente, con l'arrivo della "compagnia di Gioia dei Marsi", un gruppo che compie a piedi il pellegrinaggio tra i due paesi attraverso sentieri e valichi montani; all'entrata del santuario viene compiuto il rito dello "strascino" ossia il percorso fino all'altare maggiore in ginocchio. Il sabato avviene l'esposizione della Madonna, la cui statua collocata dentro il tempietto dell'altare viene fatta avanzare meccanicamente verso la navata centrale. La domenica si tiene una grande processione per le vie del paese.
Il fine settimana seguente si tiene ancora l'"Ottavario", dove si svolgono anche festeggiamenti civili e ludici.
Il Santuario è stato lesionato dalla scossa di terremoto che ha colpito la regione il 6 aprile 2009, con l'apertura di vistose crepe lungo le navate e la caduta di alcuni calcinacci dalla cupola (che sarebbe instabile). Proprio per questi motivi, nel 2009 non si sono celebrati i solenni festeggiamenti per la Madonna della Libera. Risultava chiuso a causa delle lesioni dovute alle scosse di terremoto del 24 agosto 2016 e delle successive del 26 e del 30 ottobre 2016 e del 18 gennaio 2017 fino al 13 aprile 2019, data in cui è stato riaperto a seguito dei lavori di ristrutturazione e messa in sicurezza.

## Cultura

### Musei
Il "Museo civico della civiltà contadina" è stato inaugurato nel 1995 negli ambienti del "Vecchio Mulino" dei Celestini.

### Teatro
Nel 1929 era stato inaugurato il cinema teatro D'Andrea, dichiarato di notevole interesse monumentale e restaurato nel 2005: fu tra i primi edifici nella regione destinati oltre che al cinema alla rivista di avanspettacolo.

### Cucina
Le tradizioni gastronomiche del paese discendono dalle tradizioni della cucina contadina. I "fagioli di Pratola", "poverelli" e "cannellini", costituiscono l'ingrediente base di numerosi piatti tipici. Il pranzo della vigilia di Natale è particolarmente caratteristico e comprende "le sette minestre", sette portate cucinate con prodotti locali: minestra di lenticchie, minestra di ceci, spaghetti al sugo di trota o di tinca, baccalà, cavoli lessi e scrippelle salate in sostituzione del pane. Il piatto tipico della domenica delle Palme è la "sagna riccia con la ricotta", reginelle secche condite con ricotta di pecora e ragù di agnello. Tra i dolci degni di nota sono "le pizzelle", i "ceci ripieni" (fagottini a mezzaluna con ripieno di passata di ceci, mosto cotto, cioccolato e canditi) e la "pizze" "di Carnevale" e "di Pasqua". A Pratola si producono vini come il Montepulciano d'Abruzzo, il Cerasuolo ed il Trebbiano.

## Economia

### Artigianato
Tra le attività economiche più tradizionali, diffuse e rinomate vi sono quelle artigianali, come la produzione di mobili rustici.

## Infrastrutture e trasporti

### Strade
Il comune è un importante snodo stradale: è attraversato dall'autostrada A25 Roma-Pescara e ospita il casello che, oltre a Pratola, serve la vicina Sulmona e l'intera valle Peligna. È attraversato inoltre da due strade statali: la SS 5 Tiburtina Valeria e la SS 17 dell'Appennino Abruzzese.

### Ferrovie
Il territorio comunale è attraversato da due ferrovie: la ferrovia Pescara-Sulmona-Roma, trasversale che collega Tirreno e Adriatico, e una sua diramazione, la ferrovia Sulmona-L'Aquila-Terni.
La cittadina è servita da due diverse stazioni: la principale è la stazione di Pratola Peligna, collocata all'interno del centro abitato lungo la linea Pescara-Sulmona, mentre l'altra è la piccola fermata di Pratola Peligna Superiore, posta circa due chilometri a sud dall'abitato, lungo la linea Sulmona-L'Aquila.

## Amministrazione
Elenco dei sindaci di Pratola Peligna dal 1987.
| Periodo          | Periodo          | Primo cittadino        | Partito                                  | Carica                    | Note          |
| ---------------- | ---------------- | ---------------------- | ---------------------------------------- | ------------------------- | ------------- |
| 14 aprile 1987   | 9 agosto 1990    | Giovanni Margiotta     | Democrazia Cristiana (DC)                | Sindaco                   | [ 9 ]         |
| 9 agosto 1990    | 24 novembre 1992 | Rocco Rossi            | Democrazia Cristiana (DC)                | Sindaco                   | [ 9 ]         |
| 22 gennaio 1993  | 2 novembre 1993  | Gabriele Tedeschi      | Partito Democratico della Sinistra (PDS) | Sindaco                   | [ 9 ]         |
| 2 novembre 1993  | 20 dicembre 1993 | Luciana Crisi          |                                          | Commissario Prefettizio   | [ 9 ]         |
| 20 dicembre 1993 | 13 giugno 1994   | Luciana Crisi          |                                          | Commissario Straordinario | [ 9 ]         |
| 13 giugno 1994   | 25 maggio 1998   | Panfilo Petrella       | Partito Democratico della Sinistra (PDS) | Sindaco                   | [ 10 ]        |
| 25 maggio 1998   | 28 maggio 2002   | Corrado Di Bacco       | Lista civica di centro-destra            | Sindaco                   | [ 11 ]        |
| 28 maggio 2002   | 29 maggio 2007   | Corrado Di Bacco       | Lista civica                             | Sindaco                   | [ 12 ]        |
| 29 maggio 2007   | 7 maggio 2012    | Antonio De Crescentiis | Lista civica                             | Sindaco                   | [ 13 ]        |
| 7 maggio 2012    | 11 giugno 2017   | Antonio De Crescentiis | Lista civica Vivere Pratola              | Sindaco                   | [ 14 ]        |
| 11 giugno 2017   | in carica        | Antonella Di Nino      | Lista civica Pratola bellissima          | Sindaco                   | [ 15 ] [ 16 ] |

### Gemellaggi
Pratola Peligna è gemellato con:
- Hamilton, dal 1992
- Gioia dei Marsi, dal 2013

## Sport
- U.S.D. Nerostellati Pratola 1910, squadra di calcio nata nel 1910, una delle prime società calcistiche nate in Abruzzo. Nella sua storia ha vinto una "Coppa Abruzzo" e dieci campionati, giocando sempre tra la promozione e l'eccellenza. Sul finire degli anni sessanta arrivò sino agli ottavi di finale di "Coppa Italia dilettanti". Dopo aver vinto il campionato regionale di Eccellenza nella stagione agonistica 2016/2017, prende parte per la prima volta nella sua storia al campionato nazionale dilettanti di serie D per la stagione agonistica 2017/2018.
- "Associazione Sagittario Pratola", di calcio a 5, fondata alla metà degli anni novanta.
- "Associazione sportiva Club Abruzzo Atletica Peligna"'; fondata nel 1991, di atletica leggera. Ha vinto un titolo Italiano individuale, numerosi titoli regionali, un campionato regionale di società su pista e un campionato regionale di corsa su strada. Tra gli eventi organizzati il "Cross dei Peligni", la "Traversata Pratolana" e la "Traversata del Morrone" (escursione guidata nel monte Morrone nel parco della Maiella).
- "Gruppo sportivo Volley Pratola 78", fondato nel 1973: squadra di volley femminile che ha vinto più campionati nella provincia dell'Aquila. Negli anni novanta ha conseguito due vittorie nei "giochi della gioventù nazionali". Nel 2007 le ragazze dell'under 16 si sono aggiudicate la fase regionale, riuscendo infine a disputare due importanti partite nella fase nazionale.
- "Polisportiva Surjana-Maskara'", fondata nel 1980 e impegnata nel karate, organizza anche mostre e convegni.
- "Associazione Sportiva Dilettantistica Jitte Karate Club", affiliata all'ente di promozione sportiva C.S.E.N. (centro sportivo educativo nazionale) riconosciuto dal C.O.N.I, fondata nel 2004 (Karate Do Shotokan Tradizionale).
- "Associazione Sportiva Dilettantistica G.A.P.Pratola P.(Gruppo Amatoriale Podistico) fondata nel 1991 oltre a partecipare con atleti in varie gare podistiche a livello nazionale, organizza anche manifestazione podistiche.